# Wilner Piquant
Wilner Piquant   (Haití, 4 de desembre de 1951) fou un futbolista haitià de la dècada de 1970.
Fou 9 cops internacional amb la selecció d'Haití amb la qual participà en la Copa del Món de futbol de 1974.
Pel que fa a clubs, destacà a Violette AC.